# Bath and North East Somerset
Bath and North East Somerset är en enhetskommun (unitary authority) i det ceremoniella grevskapet Somerset i sydvästra England i Storbritannien.  Kommunen har 195 618 invånare (2022).
Den skapades 1 april 1996 genom sammanslagning av staden Bath och distriktet Wansdyke, samtidigt som grevskapet Avon, som området tidigare hade tillhört, upplöstes. Bath är den viktigaste orten i distriktet, men det omfattar också Keynsham, Midsomer Norton, Radstock och Chew Valley. Ungefär hälften av invånarna bor i Bath, vilket gör staden 12 gånger mer tätbefolkad än resten av området. Distriktet gränsar till Somerset (inklusive North Somerset), Bristol, South Gloucestershire och Wiltshire.

## Administrativ indelning
Bath and North East Somerset utanför staden Bath delas in i 49 civil parishes:

- Bathampton
- Batheaston
- Bathford
- Camerton
- Charlcombe
- Chelwood
- Chew Magna
- Chew Stoke
- Claverton
- Clutton
- Combe Hay
- Compton Dando
- Compton Martin
- Corston
- Dunkerton and Tunley
- East Harptree
- Englishcombe
- Farmborough
- Farrington Gurney
- Freshford
- High Littleton
- Hinton Blewett
- Hinton Charterhouse
- Kelston
- Keynsham (town)
- Marksbury
- Midsomer Norton (town)
- Monkton Combe
- Nempnett Thrubwell
- Newton St. Loe
- Norton Malreward
- Paulton
- Peasedown St John
- Priston
- Publow with Pensford
- Radstock (town)
- Saltford
- Shoscombe
- Southstoke
- Stanton Drew
- Stowey-Sutton
- Swainswick
- Temple Cloud with Cameley
- Timsbury
- Ubley
- Wellow
- Westfield
- West Harptree
- Whitchurch

## Klimat
Kustklimat råder i trakten. I Bath finns en väderstation. Där är den varmaste månaden är juli och den kallaste är januari.
| \| J \| F \| M \| A \| M \| J \| J \| A \| S \| O \| N \| D \| \| 83 8 2 \| 53 8 2 \| 64 11 4 \| 57 13 5 \| 60 17 8 \| 52 20 10 \| 56 22 13 \| 66 22 12 \| 67 19 10 \| 89 15 8 \| 83 11 5 \| 87 8 2 \| \| Genomsnittlig temperatur i °C (max. och min.) \| \| \| \| \| \| \| \| \| \| \| \| \| Nederbörd i mm. Årsnederbörd: 814,3 mm. \| \| \| \| \| \| \| \| \| \| \| \| \| Källa: [4] \| \| \| \| \| \| \| \| \| \| \| \| |        |         |         |         |          |          |          |          |         |         |        |
| J | F      | M       | A       | M       | J        | J        | A        | S        | O       | N       | D      |
| 83 8 2 | 53 8 2 | 64 11 4 | 57 13 5 | 60 17 8 | 52 20 10 | 56 22 13 | 66 22 12 | 67 19 10 | 89 15 8 | 83 11 5 | 87 8 2 |
| Genomsnittlig temperatur i °C (max. och min.) |        |         |         |         |          |          |          |          |         |         |        |
| Nederbörd i mm. Årsnederbörd: 814,3 mm. |        |         |         |         |          |          |          |          |         |         |        |
| Källa: |        |         |         |         |          |          |          |          |         |         |        |